# Époprosténol
L'époprosténol est une molécule analogue de la prostacycline utilisé comme médicament administré par perfusion intra-veineuse dans l'hypertension artérielle pulmonaire.

## Efficacité
Il améliore les symptômes et les paramètres hémodynamiques des patients porteur d'une hypertension artérielle pulmonaire sévère, avec une possible diminution de la mortalité,.